# Турчанинов, Пётр Иванович (протоиерей)
Пётр Ива́нович Турчани́нов (1779—1856) — протоиерей, русский композитор, регент.

## Биография
Родился 20 ноября (1 декабря) 1779 года в Санкт-Петербурге в бедной дворянской семье Ивана Павловича Турчанинова. Крещён в Васильеостровской Благовещенской церкви. Вскоре семья переехала в Киев. Воспитывался в киевском народном училище, где учился вместе с сыновьями Иоанна Леванды. В 1790 году, стараниями матери, Дарьи Козьминишны, был взят за прекрасный голос в хор певчих при стрелковом корпусе генерала Леванидова и записан в службу генеральным писарем с 17 июля. Услышавший пение этого хора князь Потёмкин, был восхищён голосом Турчанинова и забрал его в Яссы, поручив руководству знаменитого Джузеппе Сарти, находившегося тогда в потёмкинском имении. В 1792 году, после смерти Потёмкина, был возвращён в Киев — в тот же хор. С украинским пехотным корпусом Турчанинов участвовал в польском походе, вернувшись в Киев в 1794 году. В начале 1794 года музыкальную капеллу генерала Леванидова при штабе пехотного корпуса возглавил Ведель, который стал много времени уделять музыкальному образованию Турчанинова. В марте 1796 года вместе с хором переехал в Харьков, что было связано с назначением генерала Леванидова генерал-губернатором Харьковского наместничества. С 16 ноября 1796 года был записан на обучение в Харьковское казённое училище, в котором и получил аттестат 6 июня 1798 года.
С 1800 года был приписан к канцелярии Киевского губернатора А. Г. Теплова, обучая собственных его певчих. В 1801 году, после отъезда Теплова в Петербург, обучал певчих хора орловского архиерея Досифея в Севске (при Орловской духовной семинарии), куда приехала и мать Турчанинова.
В 1803 году вступил в брак с семнадцатилетней «дочерью вдовы из дворян, Зайцевой, урождённой Тимоновой, Олимпиаде» и в том же году, 12 марта был рукоположён во священника.
В 1809 году был вызван в Петербург и 24 октября оставил Севск; 25 мая 1810 года он был назначен регентом митрополичьего хора в Санкт-Петербургской семинарии и священником Ревельского храма; 8 июля 1814 года был возведён в сан протоиерея к Кексгольмскому собору. В 1818 году переведён в Петропавловскую церковь при Мариинской больнице для бедных.
С 1827 года — учитель пения в Придворной капелле. В 1828 году был награждён орденом Св. Анны 3-й степени; в 1830 году пожалован наперсным крестом. В 1833 году был причислен к придворному собору и награждён орденом Св. Владимира 4-й степени. В 1835 году назначен священником в церковь Мраморного дворца и вскоре переведён в Стрелинскую придворную церковь, при которой находился до конца 1841 года, когда вышел в отставку по расстроенному здоровью. В это время он часто посещал Приморскую Сергиеву пустынь, где по просьбе её настоятеля Игнатия (Брянчанинова) усовершенствовал монастырское пение. В 1838 году получил орден Св. Анны 2-й степени.
Умер 4 (16) марта 1856 года. Похоронен на Большеохтинском кладбище.

## Музыкальное наследие
Турчанинов продолжил начинание Бортнянского в области гармонизации древнерусских распевов. В его переложениях видна любовь к церковному обиходу, стремление показать непреложную ценность древнерусской традиции. Как отмечает И. А. Гарднер:

«главная особенность духовно-музыкального творчества Турчанинова заключается в том, что он посвятил свой труд почти только гармонизациям многих уставных напевов; количество его свободных духовно-музыкальных сочинений по сравнению с гармонизациями уставных напевов невелико»

Турчанинов приложил много усилий для того, чтобы облечь эти мелодии в формы, понятные современникам, так как представители образованных слоёв общества уже разучились ценить строгость стиля одноголосного уставного пения.
Отличительными чертами гармонизаций Турчанинова являются:
- частое предпочтение широкого голосоведения,
- передача церковной мелодии как правило альту,
- сохранение подлинных интервалов мелодического движения (если не считать альтераций).

Гармонизации Турчанинова не лишены известных недостатков, отмеченных современниками. Широкое голосоведение не только особенность, но и камень преткновения в переложениях Турчанинова, — за исключением баса, остальные голоса он большей частью заставляет петь в высших регистрах, что не всем хорам доступно. Например, протоиерей Дмитрий Разумовский писал:

«Широкое голосоведение составляет главный недостаток в произведениях Турчанинова. Трудно и почти невозможно найти такой хор, который бы мог легко и свободно исполнять их. Но он, кажется, писал свои произведения собственно для своего хора, а не для всех хоров русских, чрезвычайно разнообразных по своему составу и качеству».

Всё же его гармонизации представляют собой большой шаг в направлении от авторского произвола к древней певческой традиции. Эти произведения до сих пор звучат в православных храмах.
Из переложений наиболее распространены догматики, задостойники, ирмосы Великого четверга, Пятка и Субботы, «Тебе одеющагося», «Да молчит», воскресные тропари по славословии, херувимские и др.
Творчество протоиерея Петра Турчанинова стоит как бы на стыке двух эпох. В это время (вторая треть XIX в.) в светской музыке увлечение итальянским стилем уже «выходит из моды» и на смену ему является новая стилистика немецкого романтизма. Это направление проникает в обиход придворного хора и затем распространяется в Русской Церкви при деятельном участии А. Ф. Львова и его последователей.
В переложениях Турчанинова заметны черты обоих направлений. С точки зрения гармонии они примыкают к старой «итальянской» школе, то же можно сказать и о его стремлении к сохранению «правильного» метра. «Если в отношении к древней мелодии Турчанинов оказался „выше“ Бортнянского, то в его отношении к гармонии мало что изменилось, и тип звуковысотной организации остался по существу тот же. Сравнив ряд песнопений, нетрудно установить господство мажора и минора, которые как бы „поглощают“ древний напев, нейтрализуя его церковную ладовость, древнюю модальность», — пишет Н. С. Гуляницкая.
С другой стороны, налицо более внимательное отношение Турчанинова к тексту, он избегает в нём повторов и искажений. По всей видимости, создавая свои переложения, Турчанинов опирался на хорошо ему известную южнорусскую традицию «народной» гармонизации, например такую, которая существовала в Киево-Печерской лавре. Ему приписывается выражение: «Надо уметь находить простейшие подходящие аккорды», что характеризует его композиторский метод в отношении гармонизации.
Кроме переложений древних распевов, созданных Турчаниновым и оказавших серьёзное влияние на дальнейшее развитие певческого искусства в России, перу этого автора принадлежит также ряд сочинений в «свободном» стиле. В этой области композитор остается верным канонам «итальянского» периода как в отношении музыкальных приёмов, так и в интерпретации богослужебного текста. Автор счёл допустимой, например, произвольную замену и сокращение уставных стихов в концерте на слова песнопения Великой Субботы «Воскресни Боже, суди земли». Исполнение этой пьесы столь въелось в богослужебную практику Русской Православной Церкви, что многие священнослужители приходят в замешательство, когда слышат на богослужении это песнопение в изложении другого автора, со стихами, взятыми из Триоди, а не введёнными Турчаниновым.

## Память
Имя Турчанинова — в числе семи имён, нанесённых в 1889 году на аттик концертного зала Придворной певческой капеллы (Разумовский, Ломакин, Львов, Бортнянский, Глинка, Турчанинов, Потулов).